# Distretto di Río Negro
Il distretto di Río Negro  è uno degli  otto distretti della provincia di Satipo, in Perù. Si trova nella regione di Junín e si estende su una superficie di  714,98 chilometri quadrati.